# Avenida 9 de Julio (São Paulo)

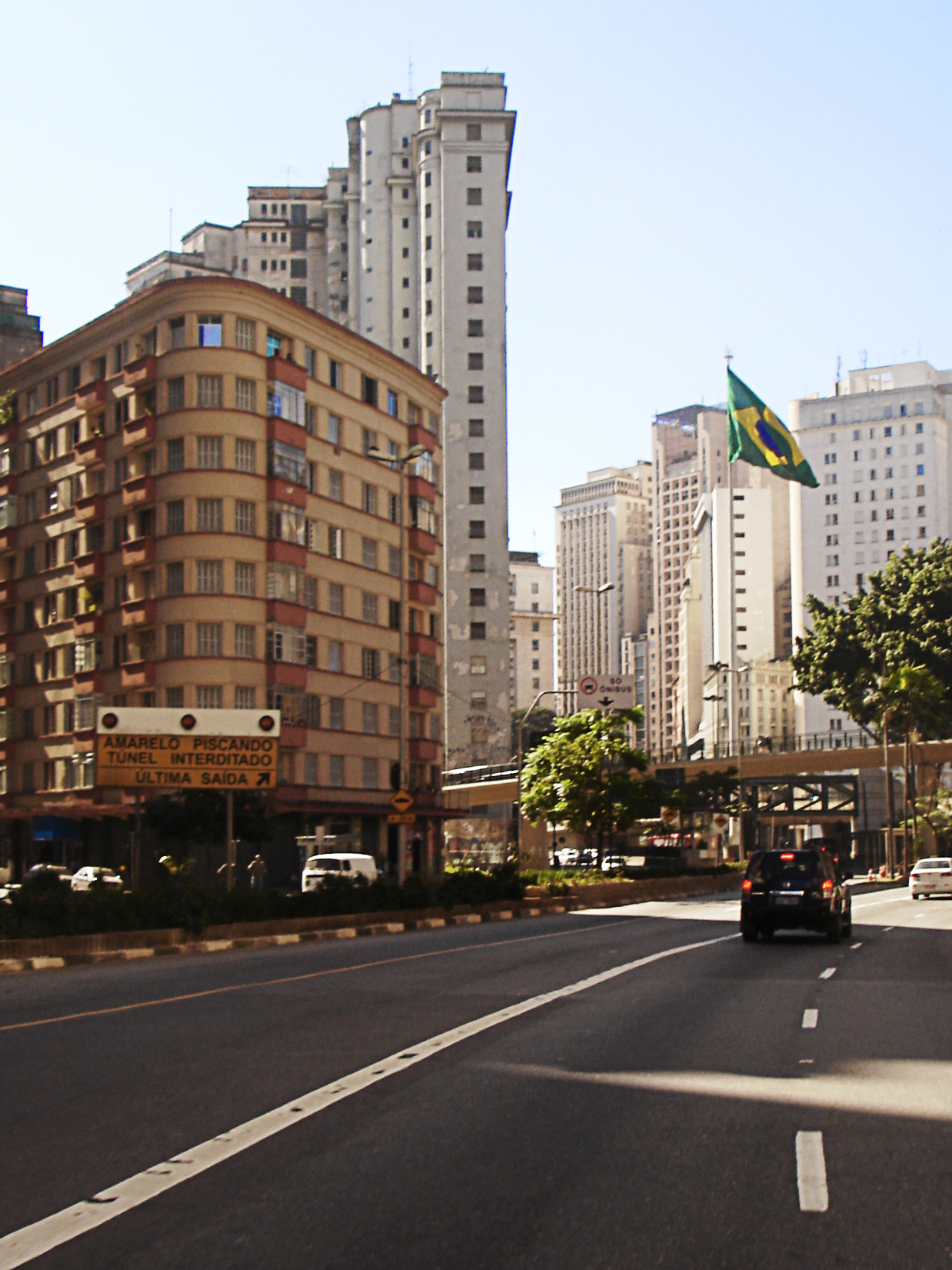
Avenida Nueve de Julio: tramo próximo a la Praça da Bandeira

La Avenida Nueve de Julio (en portugués: Avenida Nove de Julho) es una arteria vial de la ciudad de São Paulo, Brasil
Es una arteria importante en el sistema vial de la capital paulista principalmente por su función de eje radial que une la zona central de la ciudad a otras regiones, como el Suroeste, la Avenida Paulista, la Marginal Pinheiros y otras. La 9 de Julio, que formó parte de la modernización de São Paulo e integró el Plan de Avenidas de Prestes Maia, fue inaugurada en 1941 y se caracteriza por ser una carretera de fondo de valle, situada sobre el río Saracura y el arroyo Iguatemi.
El nombre de la avenida hace referencia a una fecha importante en la historia del estado de São Paulo, el 9 de julio de 1932, fecha del inicio de la Revolución Constitucionalista, posteriormente convertida en fiesta estatal por el gobernador Mário Covas.
La Avenida Nueve de Julio pasa aproximadamente treinta metros por debajo de la Avenida Paulista, a través del Túnel Nueve de Julio.

## Historia

### Construcción

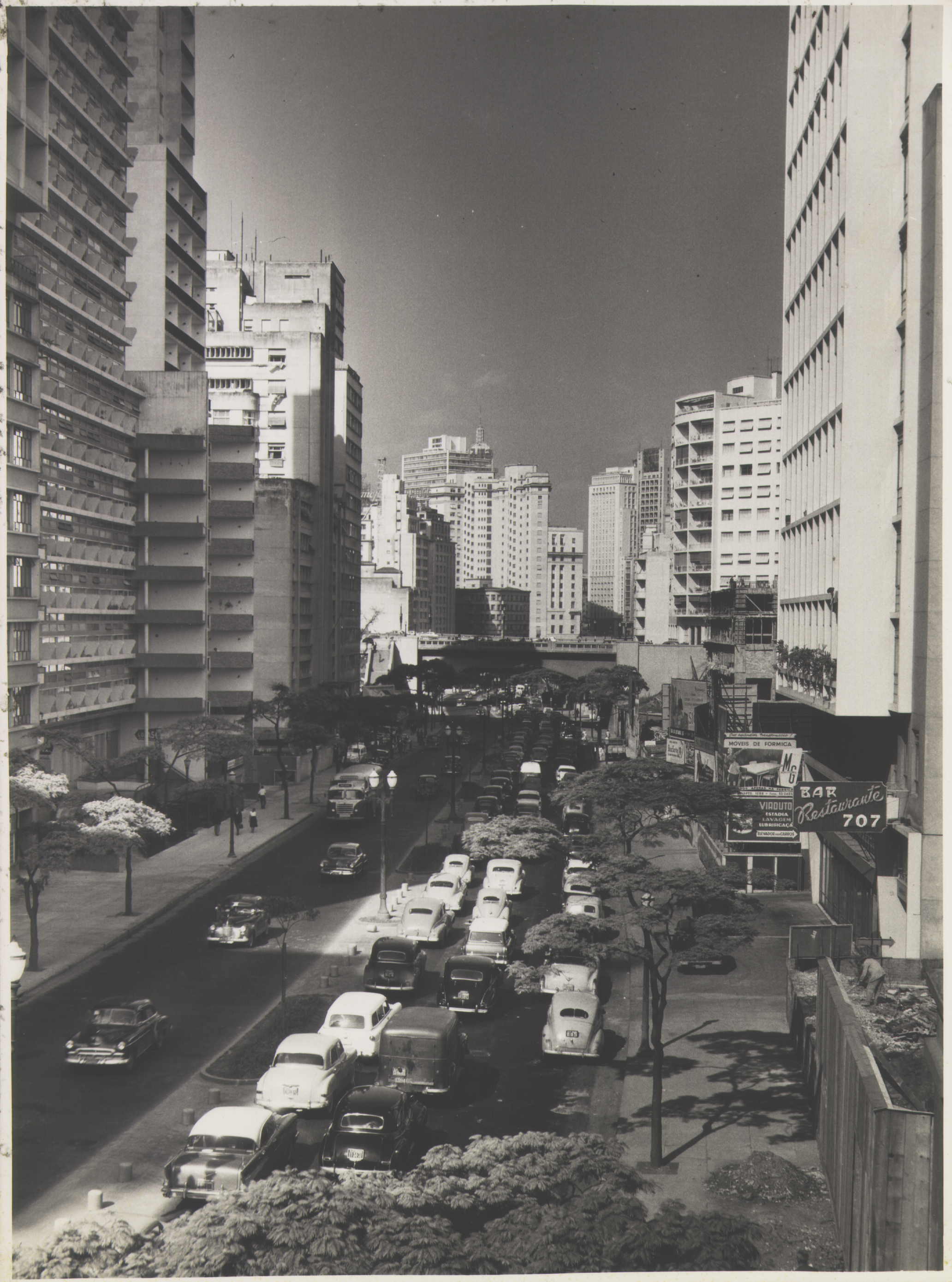
Avenida Nueve de Julio a mediados del siglo XX

Las obras de construcción de la Avenida 9 de Julio comenzaron en 1929 bajo la administración del alcalde José Pires do Rio, pero sólo se completaron doce años más tarde, durante la administración de Prestes Maia.  Fue la primera gran vía integradora construida fuera del centro de São Paulo en la época, uniendo el Largo da Memória a la Rua Estados Unidos. 
El período de mayor impulso en la construcción tuvo lugar durante el mandato de Fábio Prado, alcalde de la ciudad entre 1934 y 1938.. Junto con las avenidas Ipiranga y Rebouças, la conclusión de la 9 de Julio marcó el inicio de la implantación del Plan de Avenidas del ingeniero Prestes Maia que, entre varios objetivos, pretendía ampliar los espacios libres de la región central, abrir avenidas diametrales y marginales en la ciudad, ensanchar las calles y construir una circunvalación para distribuir el flujo de vehículos. 
Fue finalmente inaugurado el 25 de enero de 1941. Su construcción fue regulada ese mismo año, el 11 de febrero, por el Decreto-Ley número 75, que fijaba retranqueos obligatorios, establecía alturas mínimas y máximas para los edificios y determinaba otras cuestiones urbanísticas para la región. 
Su construcción fue fundamental no sólo para la integración entre el centro y los barrios, garantizando la fluidez del tráfico urbano, sino que también formó parte de un importante proceso de valorización de los espacios desde el punto de vista inmobiliario a través de una lógica que ha estado presente en toda la urbanización de São Paulo. Zonas infravaloradas, como los fondos de valle, a menudo afectados por inundaciones, recibieron infraestructuras e inversiones del gobierno y, a partir de entonces, sus terrenos aumentaron rápidamente de valor, junto a grandes avenidas, por ejemplo.

### Una avenida bajo los ríos
Al tratarse de una avenida de fondo de valle, construida sobre dos cursos de agua, la región sigue sufriendo inundaciones a día de hoy. Bajo el tramo del centro de la ciudad, la 9 de Julio esconde el Río Saracura, que forma el Anhangabaú, afluente del Tamanduateí. El Saracura nace detrás de lo que hoy es el hotel Maksoud Plaza, en la calle sin salida Garcia Fernandes. Rectificado, su recorrido pasa por una galería pluvial y desemboca en el Tamanduateí.
En la Zona Oeste, la Avenida 9 de Julio pasa por encima de un tramo del arroyo Iguatemi, afluente del Río Pinheiros.
En total, la ciudad de São Paulo tiene más de trescientos ríos escondidos bajo tierra. En el proceso de urbanización, la canalización y transposición de los ríos pasó a representar, en la subjetividad paulista de la época, la victoria humana sobre la naturaleza, a través de la ingeniería, la construcción de viaductos y el proceso de verticalización. La superación de los obstáculos naturales llevó a lugares como el Vale do Anhangabaú y la Avenida 9 de Julho a convertirse en famosos paisajes fotográficos, muchas veces retratados por fotógrafos como Werner Haberkorn, artista que documentó, a través de sus fotografías, el proceso de modernización de la capital paulista durante las décadas de 1940 y 1950.
En los primeros cincuenta días de 2010, el tramo de la región central tuvo 38 puntos de inundación, entre ellos diez intransitables, situación atribuida a antiguas galerías de drenaje incapaces de recibir una gran cantidad de agua. 

### Denominación
El nombre de la avenida hace referencia a la Revolución Constitucionalista de 1932, conflicto armado que tuvo lugar en el estado de São Paulo y que tenía como objetivo derrocar al gobierno provisional de Getúlio Vargas, considerado antidemocrático por los paulistas. Fue el 9 de julio de 1932 cuando el movimiento estalló en la capital estadual, enfrentando a las fuerzas paulistas, bajo el liderazgo de Isidoro Dias Lopes, contra las tropas del entonces jefe de Estado. Tras tres meses de combates, el 1 de octubre de 1932 se firmó un acta de rendición que ponía fin a la revolución.

### Plan de Urbanización y Avenidas de São Paulo
El Plan de Avenidas, realizado por el ingeniero Prestes Maia, fue encargado por Pires do Rio en 1930 con el objetivo de resolver el problema del tráfico en el centro de São Paulo. No partió de cero, sino que aprovechó un sistema ya presentado por João F. Ulhoa Cintra. Ulhoa Cintra, el "Perímetro de Irradiación", que se llamaba así porque pretendía servir de línea de partida para las arterias que llevarían a los barrios. La principal propuesta del plan era construir un anillo alrededor de la zona de congestión, comenzando en la Plaza de la República e involucrando otras zonas, como la Rua dos Timbiras, la Avenida Senador Queiroz, el Parque D. Pedro II, la Rua Tabatinguera, la Praça João Mendes, la Rua Santo Amaro, la Rua 7 de Abril y la Avenida São Luís.
El "Sistema Y", formado por las avenidas 9 de Julho, Itororó (que más tarde se convertiría en 23 de Maio) y Anhangabaú Inferior (hoy llamada Prestes Maia), se puso en marcha durante el gobierno de Prestes Maia, que asumió la alcaldía de São Paulo en mayo de 1938, en una gestión que duraría hasta noviembre de 1945 y que supondría la mayor reforma urbanística de la ciudad hasta entonces, superando a administraciones como las de João Teodoro y Antônio Prado. Mientras las avenidas 9 de Julho e Itororó conducían hacia la Zona Sur, la Anhangabaú Inferior conducía hacia el barrio Luz, uniendo así las Zonas Norte y Sur.

## Túnel 9 de Julio

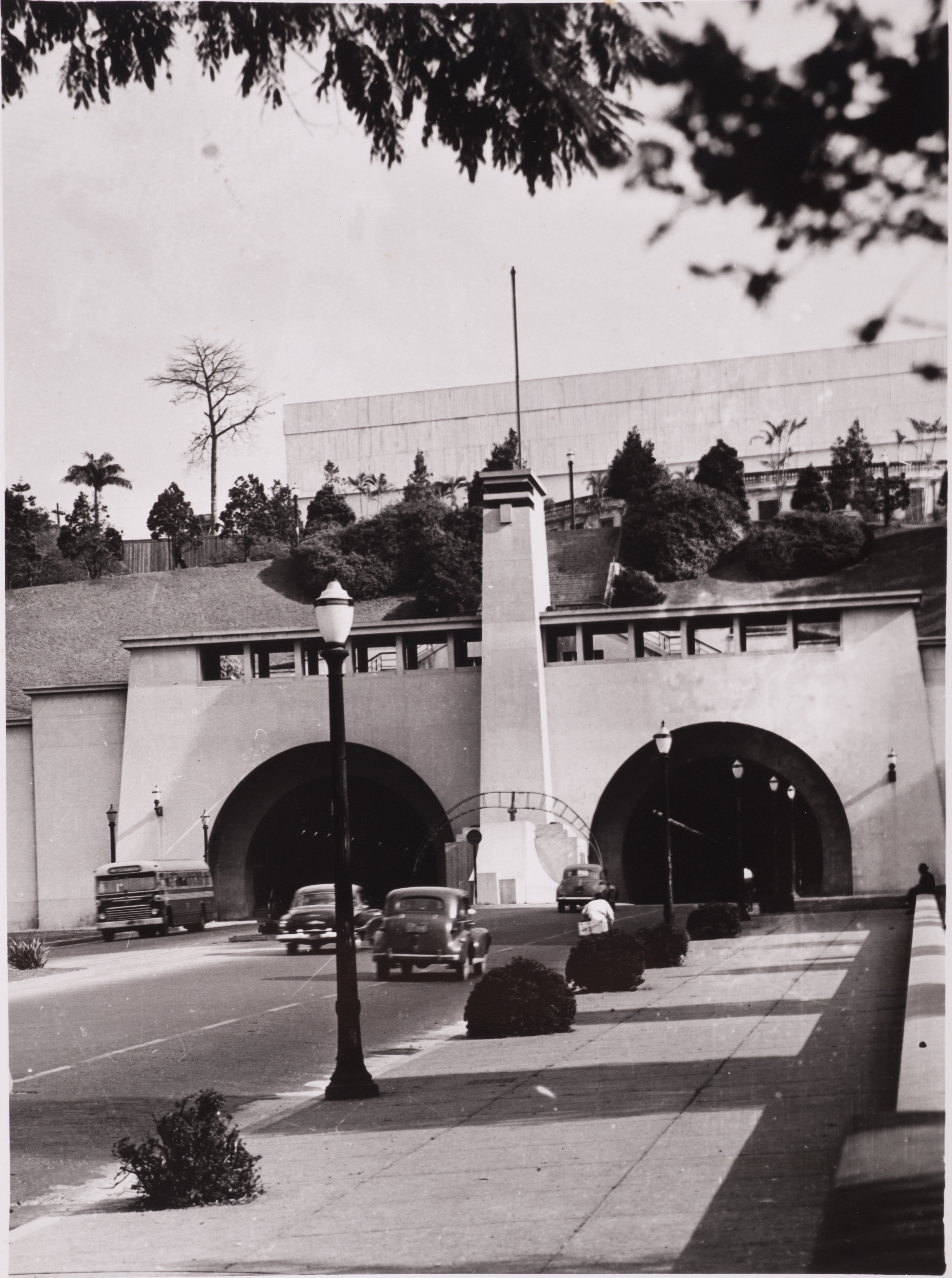
Túnel 9 de Julio, en una fotografía del por Werner Haberkorn.

A lo largo de su extensión, la avenida 9 de julio tiene un trecho subterráneo de 450 metros. que pasa por debajo de la Avenida Paulista, más específicamente en la zona donde se ubican el MASP y el Parque Trianon. El túnel se construyó para unir el centro de la ciudad con la zona sur donde antes prevalecía la presencia de grandes mansiones, palacetes y construcciones rurales.
El acceso rápido entre el centro y la zona sur era un sueño consagrado en el pensamiento paulistano de la época ya que el trayecto sólo era posible para quien subía la elevación de la Avenida Paulista, que se presentaba como un obstáculo natural deteniendo el desarrollo de la ciudad para el lado de las chacras de Itaim y Santo Amaro. El paso subterráneo se convirtió en una alternativa más eficiente y tuvo un gran impacto en la urbanización de la zona que empezó a tener grandes edificios y un mayor flujo de personas y vehículos.
La obra tomó un año para finalizarse. Fue inaugurada finalmente el 23 de julio de 1938 en una ceremonia que reunió al entonces presidente de la república, Getúlio Vargas, y al alcalde de la ciudad e ingeniero del plan, Prestes Maia. Actualmente, continúa siendo un importante hito de la historia urbanística de la ciudad de Sao Paulo.
En el año 2001, durante el mandato de la alcaldesa Marta Suplicy, el túnel fue renombrado como "Daher E. Cutait". El nombre, sin embargo, no logró la adhesión de la población y sólo permanece puesto entre paréntesis en las placas de tránsito.

### Mirador 9 de Julio
Cuando fue inaugurado el túnel en 1938, poseía un mirador que permaneció abandonado por 76 años hasta que, el 2015, a través de una asociación público privada entre la alcaldía de la ciudad y el Grupo Vegas, fue revitalizado. Se le transformó, entonces, en un área multicultural con un restaurante, café y salón de eventos que aloja shows, ferias independientes, exhibiciones al aire libre, salones y oficinas. 
El lugar está abierto al público de manera gratuita y se ha convertido en uno de los puntos turísticos de la ciudad ya que proporciona a los visitantes una bella vista de la ciudad. Uno de los proyectos que se dan en el espacio recibe el nombre de "18h30" y consiste en atracciones musicales gratuitas que se presentan de lunes a domingo, a partir de las 18 horas y 30 minutos en la escalera del mirador.

## Viaducto 9 de Julio
Entre 1940 y 1950 se construyeron muchos viaductos en el perímetro de irradiación domo Dona Paulina, 9 de Julio y Jacareí. El viaducto 9 de Julio cruza la avenida del mismo nombre en un trecho cercano a la Plaza de la Bandera. Tiene una longitud de 220 metros y es el mayor viaducto de los mencionados 